# Overenskomstsstrejkerne i 2008
Overenskomstsstrejkerne i 2008 er en serie af strejker, der opstod i foråret 2008, efter at flere overenskomstforhandlinger brød sammen i Forligsinstitutionen. Det var planen at forhandlingerne om overenskomsterne skulle have været afsluttet allerede med udgangen af februar. Fag og Arbejde (FOA) og Sundhedskartellet startede begge sine strejker 16. april. Siden fulgte pædagogerne i BUPL efter 19. maj. Sundhedskartellet og FOA krævede som udgangspunkt lønforhøjelser på 15 %, men arbejdsgiversiden, Danske Regioner og KL, ville kun gå med til 12,8%. I alt var ca.  75.000 offentligt ansatte udtaget til strejke.

## Strejkerne

### FOA-medlemmer i kommunerne
Gruppen af kommunalt anasatte FOA-medlemmer omfater ca. 150.000 social- og sundhedsansatte, pædagogmedhjælpere og parkeringsvagter. Udgangspunktet fra FOA's side var lønstigninger på 12,8 procent.
Efter at ca. 35.000 af de kommunalt ansatte FOA-medlemmer havde strejket siden 16. april indgik FOA's formand Dennis Kristensen 5. maj forlig med kommunernes forhandler, KL-bestyrelsesmedlem og borgmester på Frederiksberg, Mads Lebech (K). Forliget indebar lønstigninger på gennemsnitligt 13,4 procent – dog vil den store gruppe af ansatte i ældreplejen få lønstigninger på 14,1 procent.
29. maj blev det offentliggjort, at 73 procent af FOA's kommunalt ansatte stemte ja til aftalen. Stemmeprocenten var omkring 70 procent.

### FOA-medlemmer i regionerne
FOA's medlemmer i de fem regioner består af portører, sygehjælpere og social- og sundhedsassistenter ansat på hospitaler i regionerne. 
Strejken begyndte 16. april og blev afsluttet 23. maj, da FOA og Danske Regioner indgik et forlig, som indebar lønstigninger på 13,4 procent over de næste tre år samt efteruddannelse til portører og social- og sundhedspersonalet. 6. juni blev resultatet af urafstemningen om forliget FOA-offentliggjort. Resultatet var et ja til den indgåede aftale med 61,3%, 38,6% for et nej og 0,1% blanke stemmer. Stemmeprocenten var 60,5.

### Sundhedskartellet
Sunhedskartellet omfatter sygeplejersker, fysioterapeuter, kost- og ernæringsfagligt personale, ergoterapeuter, bioanalytikere og farmakonomer samt en række andre faggrupper. Sundhedskartellet har fra starten stået fast på sit krav om en lønstigning på 15% over tre år samt nedsættelse af en ligelønskommission. Danske Regioner tilbød i udgangspunktet en lønstigning på 12,8%.
I alt strejede ca. 26.000 medlemmer af Sundhedskartellet fra 16. april. Under strejken har der været etableret nødberedskaber på hospitalerne. Nødberedskabet skal sikre, at patienter med akutte, livstruende sygdomme, herunder kræftpatienter, bliver behandlet trods konflikten.
9. juni mødtes Sundhedskartellets formand, Connie Kruckow, der også var formand for kartellets største medlemsorganisation, Dansk Sygeplejeråd, med formanden for Danske Regioner, regionsrådsformand i Midtjylland Bent Hansen (S) til et sidste møde, efter at konflikten var blevet skærpet ved en bebudet nedtrapning i nødberedskabet på Hvidovre Hospital.  De nye forhandlinger brød dog sammen efter få timer

### Pædagogerne
Pædagogernes ledelse havde accepteret et mæglingsforslag 11. april, men dette blev underkendt af medlemmerne, og siden 19. maj har pædagogerne i udvalgte kommuner været udtaget til strejke. KL har svaret igen med at varsle lockout af samtlige BUPL-medlemmer med virkning fra 17. juni. Hvis et forlig stadig ikke er på plads den dato, vil der dermed slet ikke blive passet børn i landets daginstituitioner.

## Regeringsindgreb
Igennem hele forløbet har rygter om et regeringsindgreb overfor strejkerne verseret, men statsminister Anders Fogh Rasmussen (V) har flere gange afvist at gribe ind overfor de strejkende fagforbund. Som specielt Sundhedskartellets strejke har trukket ud mener flere, at et indgreb bliver en stadig mere sandsynlig udgang på konflikten.

## Strejkens omkostninger
De fem regioner havde i løbet af de første seks uger af Sundhedskartellets strejke haft udgifter på omkring 1 mia. kr. i tabt produktion. Beløbet er fraregnet den besparelse, der er opnået ved at de strejkende ikke har fået udbetalt løn i perioden .
Strejken blandt de kommunalt ansatte i FOA menes at have kostet fagforbundet ca. 20 mio. kr. dagligt i udbetalte strejegodtgørelser til medlemmerne,  svarende til 240 mio. kr. for strejkens i alt 12 dage. 
Fra 16. april til 2. juni menes Dansk Sygeplejeråd at have brugt 686 mio. kr. på strejken .